# أم زمل
 أم زٍمل  هي سلمى بنت مالك بن حذيفة بن بدر الفزارية، وهي ابنة عم عيينة بن حصن. أمها أم قرفة فاطمة بنت ربيعة بن بدر الفرزارية قتلها زيد بن حارثة في سريته إلى بني فزارة لتحريضها بني قومها على قتال المسلمين، وكانت سلمى قد سبيت فأعتقتها عائشة.
أثار مقتل أم قرفة على أيدي جند المسلمين، حزن وحنق ابنتها أم زمل على المسلمين، فكانت تحرض بني قومها على الثأر لأمها. وبعد أن انتصر خالد بن الوليد على طليحة بن خويلد متنبّي بني أسد بن خزيمة في يوم بزاخة، تجمّع عندها من فر من غطفان في ظفر تألبهم على حرب المسلمين، واجتمع عندها رجال من غطفان وهوازن وسليم وأسد وطيئ. فلمّا بلغ خالد خبرهم سار إليهم، واقتتل الفريقان قتالاً شديدًا، وهي على جمل لها، ويقال أن يومها قتل حول جملها مائة رجل، إلى أن ظفروا بها فعقروا الجمل وقتلوها.